# Domingo Fernández de Campomanes
Domingo Fernández de Campomanes (Sorriba, Asturias, 4 de agosto de 1754-Ávila, c. 1820) fue un magistrado y político español que ejerció como consejero de la Cámara de Castilla y diputado en las Cortes por Asturias. Fue además uno de los firmantes del manifiesto de los persas.

## Biografía
Domingo Fernández de Campomanes nació el 4 de agosto de 1754 en la parroquia de Santa Eulalia de Sorriba en el concejo asturiano de Tineo (Reino de España e Indias).
Era hijo del matrimonio entre Fernando Fernández y Josefa Rodríguez Campomanes, hermana de Pedro Rodríguez de Campomanes.
Realizó estudios de derecho de 1773 a 1778 en el Real Colegio Mayor de San Clemente de los Españoles de Bolonia (Estados Pontificios). De 1775 a 1780 ejercerá como profesor de derecho canónico en la Universidad de Bolonia. En 1780 vuelve a España para ocupar un puesto de alcalde de la Corte Mayor de Navarra.
En 1783 es nombrado oidor del Consejo Real de Navarra. Continuando como miembro de ese consejo, le alcanzó la Guerra de la Convención, durante la cual fue auditor y asesor del Ejército de Cataluña, consiguiendo la recomendación de los comandantes del mismo, Luis Fermín de Carvajal y José de Urrutia.
Tras su desempeño como auditor en la guerra, fue nombrado alcalde de la Sala de Alcaldes de Casa y Corte, que llegó a presidir. En 1802 accedió al Consejo de Castilla.
Durante la Guerra del Francés y el reinado en España de José Bonaparte, un decreto imperial de Napoleón destituye a los consejeros de Castilla el 4 de diciembre de 1808, coincidiendo con la intervención en España de la Grande Armée tras la sublevación de ese año. El 10 de diciembre el Consejo de Castilla celebra una reunión a la que asistirán veinte miembros. Por esa reunión será detenido y llevado preso a Francia.
Permanecerá en prisión hasta el 5 de junio de 1811, cuando se fuga de la misma junto a Arias de Prada (detenido el 8 de diciembre de 1808).
El 27 de junio llegan al Consejo para pedir ser restituidos en sus plazas, lo que no será a cordado hasta el 23 de julio. El 15 de octubre es suspendido de sus funciones por desacuerdos con las Cortes en la confección de la Constitución.
En 1814 toma escaño en las denominadas como Cortes de Cádiz por la representación de Asturias. El mismo año se convierte en uno de los firmantes del manifiesto de los persas dirigido a Fernando VII en el que varios políticos piden la restauración del absolutismo.
En 1820 solicita una licencia para trasladarse a Ávila y gestionar las posesiones de su mujer. El 6 de abril se le concede por seis meses.